# Trattato di Serav
Il trattato di Serav (in persiano عهدنامه سراب‎, in turco Serav Antlaşması) fu un trattato tra l'Impero ottomano e la Persia Safavide dopo la guerra del 1615-1618 che venne firmato il 26 settembre 1618 a Sarab.

## Antefatti
Con il trattato di Nasuh Pasha nel 1612 l'Impero ottomano aveva accettato di riportare il Caucaso e l'Iran nordoccidentale alla Persia safavide. L'Impero Safavide d'altra parte accettò di pagare un tributo annuale di 200 carichi di seta come parte delle riparazioni. Tuttavia, lo shah Abbas I il Grande di Persia si rifiutò di pagare il tributo. La guerra si rinnovò nel 1615.

## La guerra
Il comandante ottomano in capo Gran Visir Öküz Kara Mehmed Pasha cercò di catturare Yerevan (nell'odierna Armenia) che era stata recentemente abbandonata dal trattato di Nasuh Pasha, ma revocò l'assedio dopo 44 giorni poiché non erano stati registrati dei miglioramenti. L'obiettivo del prossimo comandante in capo Damat Halil Pasha era Ardabil. A questo punto Abbas chiese la pace.

## I termini
I termini del trattato erano simili a quelli del trattato di Nasuh Pasha con diverse rettifiche minori della linea di confine. Inoltre, il tributo annuale della parte persiana venne ridotto da 200 a 100 carichi.

## Risvolti
Questo trattato dimostrò che era stata raggiunta una situazione di stallo tra l'Impero Ottomano e la Persia Safavide e che nessuna delle due parti avrebbe potuto conquistare territori sostanziali a lungo termine. Nei decenni successivi ci furono momenti in cui gli ottomani riuscirono a prendere d'assalto Tabriz, e ce ne furono altri in cui i persiani conquistarono con successo Baghdad. Tuttavia, queste vittorie furono tutte temporanee e l'equilibrio di potere tra i due stati continuò fino al XX secolo.